# 黄绿紫堇
黄绿紫堇（学名：Corydalis temolana）为罂粟科紫堇属下的一个种。

## 扩展阅读
- 維基物種上的相關：黄绿紫堇